# 暗殺者のメロディ
『暗殺者のメロディ』（原題: The Assassination of Trotsky）は、1972年のイギリス、イタリア、フランスの合作映画。ジョゼフ・ロージー監督。
1940年8月20日のレフ・トロツキー暗殺を描いている。メキシコに亡命したトロツキーにリチャード・バートンが扮し、ソビエト連邦のスパイのラモン・メルカデルにアラン・ドロンが扮している。

## あらすじ
1929年にソ連から追放されたレフ・トロツキーは、トルコ、フランス、ノルウェーを経て、1937年1月にメキシコに行き着く。映画は1940年のメーデーの祝典中のメキシコ・シティから始まる。トロツキーはソ連の独裁者ヨシフ・スターリンの政敵リストから外されることは無く、スターリンはフランク・ジャクソンという名の暗殺者を送り込む。暗殺者はトロツキーと付き合いのある若い共産主義者の1人と友達になり、トロツキーの家に潜入することにする。

## キャスト
レフ・トロツキー
演 - リチャード・バートン（吹替：大木民夫）

フランク・ジャクソン
演 - アラン・ドロン（吹替：野沢那智）
「フランク・ジャクソン」は偽名。トロツキーの暗殺者。
ジタ・サミュエルズ
演 - ロミー・シュナイダー（吹替：谷育子）
ナタリア・セドヴァ
演 - ヴァレンティナ・コルテーゼ（吹替：高村章子）
トロツキーの2番目の妻。
※日本語吹替：テレビ放送版、初回放送1976年4月1日『木曜洋画劇場』